# Antiblemma invenusta
Antiblemma invenusta là một loài bướm đêm trong họ Erebidae.